# Georgenberg (Purkersdorf)
Der Georgenberg ist eine Anhöhe der Stadtgemeinde Purkersdorf im Bezirk St. Pölten in Niederösterreich.

## Geographie
Der 431 m ü. A. hohe Berg, der auch als Hausberg von Purkersdorf bezeichnet wird, liegt südlich des Stadtzentrums und wird im Süden von den wesentlich bekannteren Bergen  Schöffelstein 425 m ü. A. und Rudolfshöhe 475 m ü. A. umrahmt.

## Geschichte

### Ur- und Frühgeschichte
Auf dem Georgenberg wurden jungsteinzeitliche Funde entdeckt.

### Schloss der Tempelritter
Um den Georgenberg ranken sich zahlreiche Legenden, so soll dort ein Schloss der Tempelritter mit einem großen Torbogen, einer Kapelle und vier Türmen gestanden sein, wie der Chronik des Purkersdorfer Bürgermeisters Karl Kurz (1816–1891) zu entnehmen ist. Der Bezirksschulrat Josef Jahre rezipiert diese Umstände im Jahr 1911 und führt weiter aus: „1284 kaufte der Deutsche Ritterorden einen Teil des Waldes und es führt daher dieser Teil Purkersdorfs bis zum heutigen Tage den Namen Deutschwald. In jener Zeit waren in Purkersdorf auch Tempelritter ansässig. Sie besaßen auf dem Georgenberge ein prächtiges Schloss, von welchem noch heute Spuren vorhanden sind.“ Über die Existenz eines Schlosses am Georgenberg fehlen aber sowohl originäre Quellen als auch Hinterlassenschaften von Ort. Bereits Franz Xaver Schweickhardt verweist 1831 auf das Schloss, bezweifelt aber die Existenz desselben und vermutet Legendenbildung innerhalb der ansässigen Bevölkerung.